# Sam Cutler
Sam Cutler   (Gran Londres, 10 de març de 1943 - Brisbane, 11 de juliol de 2023) fou un mànager de gires musicals, conegut sobretot per la gestió de gires dels The Rolling Stones, Grateful Dead, i un gran nombre d'altres concerts importants.

## Primers anys i carrera
Sam Cutler va néixer a prop de Londres a Anglaterra el 1943. Era llicenciat en Història Contemporània (Open University) i professor qualificat (Universitat de Cambridge, Institut d'Educació 1963-66).
Va treballar com a supervisor de producció, director d'escena i mestre de cerimònies en una sèrie de concerts al Regne Unit i Europa. Amb diferents artistes, incloent Pink Floyd, Eric Clapton, The Rolling Stones, Alexis Korner, i molts altres. El 1969 va actuar com a mestre de cerimònies al concert de The Rolling Stones al Hyde Park de Londres, on va aparèixer a la pel·lícula Stones in the Park.
Després de l'espectacle del Hyde Park va ser convidat a ser el director personal de les gires dels Stones durant llur Tour of America de 1969, que va culminar amb el famós Altamont Free Concert, on l'estudiant d'arts afroamericanes Meredith Curly Hunter, Jr. va ser assassinada davant de l'escenari. Una autòpsia va revelar que havia pres metamfetamines poc abans de morir. Alan Passaro, un Hells Angel, va ser acusat i però va ser absolt de l'acusació d'assassinat en invocar motius de defensa pròpia.
Cutler acostumava a ser reconegut per la frase introductòria de The Rolling Stones: «Ladies and Gentlemen, the Greatest Rock and Roll Band in the World… The Rolling Stones!», (en català, «Senyores i senyor, la banda més gran del rock and roll del món… The Rolling Stones!»).
Cutler es pot veure en moltes escenes del documental Gimme Shelter, que cobreix els esdeveniments de la gira nord-americana de 1969. Se'l pot escoltar a l'àlbum en viu de The Rolling Stones Get Yer Ya-Ya's Out! introduint la banda i també a la pel·lícula Festival Express i Stones in the Park.
Al llarg de la seva carrera va ser l'encarregat d'organitzar alguns dels grans shows de rock and roll de la història fora de Woodstock, incloent el dels Rolling Stones a Hyde Park, el Europe '72 de Grateful Dead i la participació de Grateful Dead en el Festival Express Train a través del Canadà.